# Gnophos sicula
Gnophos sicula là một loài bướm đêm trong họ Geometridae.